# John Watts
John Watts (Frimley, 27 december 1954) is een Britse muzikant. Hij is vooral bekend als frontman van rockband Fischer-Z.

## Biografie
Watts studeerde klinische psychologie en werkte enige tijd als gezondheidswerker alvorens voltijds muzikant te worden.
Fischer-Z
In 1976 vormde Watts de groep Fischer-Z samen met Steve Skolnik (toetsen), Steve Liddle (drums) en Dave Graham (basgitaar) aan de Brunel University. Ze sloten een platencontract met United Artists in 1978 en in 1979 verscheen de eerste plaat (Word Salad). De groep toerde toen in België en Nederland. De tweede plaat was Going Deaf for a Living die uitkwam in 1980. Door conflicten met Watts vertrok Skolnik. Na enige tijd werd hij vervangen door Graham Pleeth in 1981. Kort nadat de derde plaat (Red Skies Over Paradise, 1981) was uitgebracht, stopte de groep in augustus 1981. 
Solo
Watts begon een solocarrière en bracht in 1982 het album One More Twist uit, in 1983 Iceberg Model (1983) en Quick Quick Slow in 1984. Toch bleef men hem zien als frontman van Fischer-Z en vragen naar die nummers. 
Vanaf 2013 trad hij soms weer met andere musici op onder de naam Fischer-Z. 